# Bacteroidota
Phylum
Synonymes
- Bacteroidota Whitman et al. 2018
- Bacteroidaeota Oren et al. 2015
- Bacteroidetes Krieg et al. 2010

Les Bacteroidota (anc. Bacteroidetes) sont un phylum du règne des Pseudomonadati au sein du domaine Bacteria. Son nom provient de Bacteroides qui est le genre type de ce phylum.
Ces bactéries sont largement répandues dans l'environnement, notamment dans le sol, dans les sédiments, l'eau de mer et dans les intestins d'animaux.

## Introduction
De loin, la classe des Bacteroidales est l'une des plus étudiées, notamment les genres Bacteroides (organismes abondants dans les selles des animaux à sang chaud, dont les humains) et Porphyromonas (un groupe d'organismes vivant dans la cavité buccale de l'Homme)[réf. nécessaire].
Les membres du genre Bacteroides sont des agents pathogènes opportunistes, rarement membres des deux autres classes de pathogènes pour l'Homme[réf. nécessaire].
Le chercheur Jeffrey Gordon et ses collègues ont constaté que la flore intestinale des humains obèses possède un pourcentage plus faible de bactéries du phylum Bacteroidetes. Toutefois, ils ne savent pas si les Bacteroidetes peuvent prévenir l'obésité ou si cette flore intestinale n'est pas simplement préférée par l'intestin chez les personnes non obèses,,.

## Taxonomie
Le nom correct complet (avec auteur) de ce taxon est Bacteroidota Krieg et al. 2021.
Le genre type est Bacteroides Castellani & Chalmers 1919.

### Étymologie
L'étymologie du nom du phylum Bacteroidota est la suivante : Bac.te.ro.i.do’ta N.L. masc. n. Bacteroides, genre type du phylum; N.L. neut. pl. n. suff. -ota, suffixe pour désigner un phylum; N.L. neut. pl. n. Bacteroidota, le phylum des Bacteroides.

### Nomenclature
Ce phylum est proposé dès 2010 par N.R. Krieg et al. dans la deuxième édition de Bergey's Manual of Systematic Bacteriology sous le nom de « Bacteroidetes ». Ce n'est qu'en 2021 qu'il est publié de manière valide par Oren et Garrity après un renommage conforme au code de nomenclature bactérienne (le nom du phylum devant être dérivé de celui de son genre type, en l'occurrence Bacteroides, par adjonction du suffixe -ota conformément à une décision de l'ICSP en 2021).

### Synonymie
Le phylum Bacteroidota a pour synonymes :
- Bacteroidaeota Oren et al. 2015
- Bacteroidetes Krieg et al. 2010
- Bacteroidota Whitman et al. 2018

## Liste des classes
Selon LPSN (18 avril 2025) ce phylum comporte les classes suivantes :
- Bacteroidia Krieg 2012
- Chitinophagia Munoz et al. 2017
- Cytophagia Nakagawa 2012
- Flavobacteriia Bernardet 2012
- Saprospiria Hahnke et al. 2018
- Sphingobacteriia Kämpfer 2012